# Rakel Wreland Lindström
Rakel Wreland Lindström, född 21 mars 1973, är professor vid Kungliga Tekniska högskolan i Stockholm. Hon jobbar på avdelningen för tillämpad elektrokemi och hennes huvudforskningsområde är bränsleceller.

## Biografi
Wreland Lindström har en doktorsexamen i oorganisk kemi från Göteborgs universitet (2003) och gjorde en post-doc-utbildning på Paris Tech och Ulm Universität. Hennes tidigare forskning innefattar ett brett urval av elektrokemiska system, från korrosion av zink- och magnesiumlegeringar (studerat i Göteborg) till tunnfilm Li-interkalerande vanadiumoxider (studerat i Paris) till elektrokatalys relaterat till direkt-metanol-bränslecell (studerat i Ulm).
Rakel Wreland Lindström håller i ett antal kurser vid KTH, som till exempel kemisk analys och tillämpad elektrokemi.